# Luhman 16
Pour les articles homonymes, voir Luhman.
Désignations
Luhman 16, ou WISE 1049-5319 (désignation complète WISE J104915.57-531906), est un système binaire de deux naines brunes situé dans la constellation australe des Voiles à une distance d'environ 6,5 années-lumière du Soleil.
Il s'agit des naines brunes les plus proches du Système solaire qui soient connues, ainsi que du système le plus proche identifié depuis la découverte de l'étoile de Barnard en 1916,. Il s'agit également du système « stellaire » le plus proche d'Alpha Centauri, à 3,68 années-lumière de ce dernier, environ 0,7 année-lumière plus proche d'Alpha Centauri que le Système solaire.
La composante principale est de type L8 ± 1 et la secondaire est probablement proche de la transition L/T. Chacune orbite l'une autour de l'autre à une distance de 3 UA en 25 années environ.

## Découverte

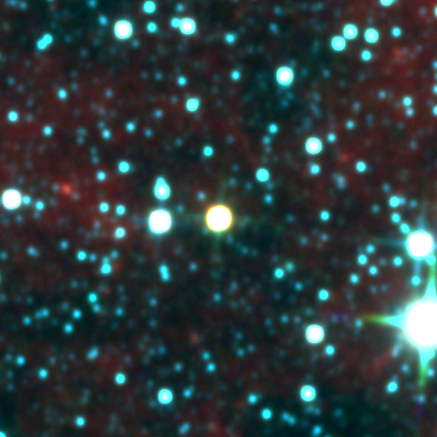
Le système binaire de naines brunes WISE 1049-5319 est le disque jaune au centre de cette image de WISE datée du 7 janvier 2010. Le pouvoir de résolution utilisé ne permettait pas encore de distinguer chaque naine brune individuellement.

L'astronome Kevin Luhman a découvert ces naines brunes à partir d'images prises par le Wide-Field Infrared Survey Explorer (WISE) ; la découverte est annoncée en 2013,. Luhman est professeur d'astronomie à l'université d'État de Pennsylvanie, ainsi que chercheur au Center for Exoplanets and Habitable Worlds de cette même université.
Le système a d'abord été trouvé en comparant les images de WISE à différentes époques, afin de révéler les objets qui avaient un mouvement propre élevé. Des détections furent ultérieurement trouvées à partir de données du Digitized Sky Survey, du Two Micron All-Sky Survey et du Deep Near Infrared Survey of the Southern Sky (DENIS).
WISE 1049-5319 apparaît dans le ciel à proximité du plan galactique qui est densément peuplé d'étoiles. L'abondance de sources lumineuses y rend difficile la détection d'objets de faible éclat. Cela explique pourquoi un objet si proche du Système solaire n'a pas été découvert lors de recherches antérieures.

### Découverte du compagnon
La seconde composante du système fut également découverte par Luhman en 2013. L'image qui a permis de la découvrir a été prise dans la bande i au cours de la nuit du 23 février 2013, à l'aide du Gemini Multi-Object Spectrograph (GMOS) du télescope Gemini South au Chili.
Les deux composantes du système ont été résolues avec une distance angulaire de 1,5 seconde d'arc, ce qui correspond à une séparation de 3 UA et à une différence de magnitude de 0,45.
Luhman 16 est le système « stellaire » le plus proche d'Alpha Centauri et le troisième système le plus proche du Système solaire après Alpha Centauri lui-même et l'étoile de Barnard.

### Atmosphère de la naine brune

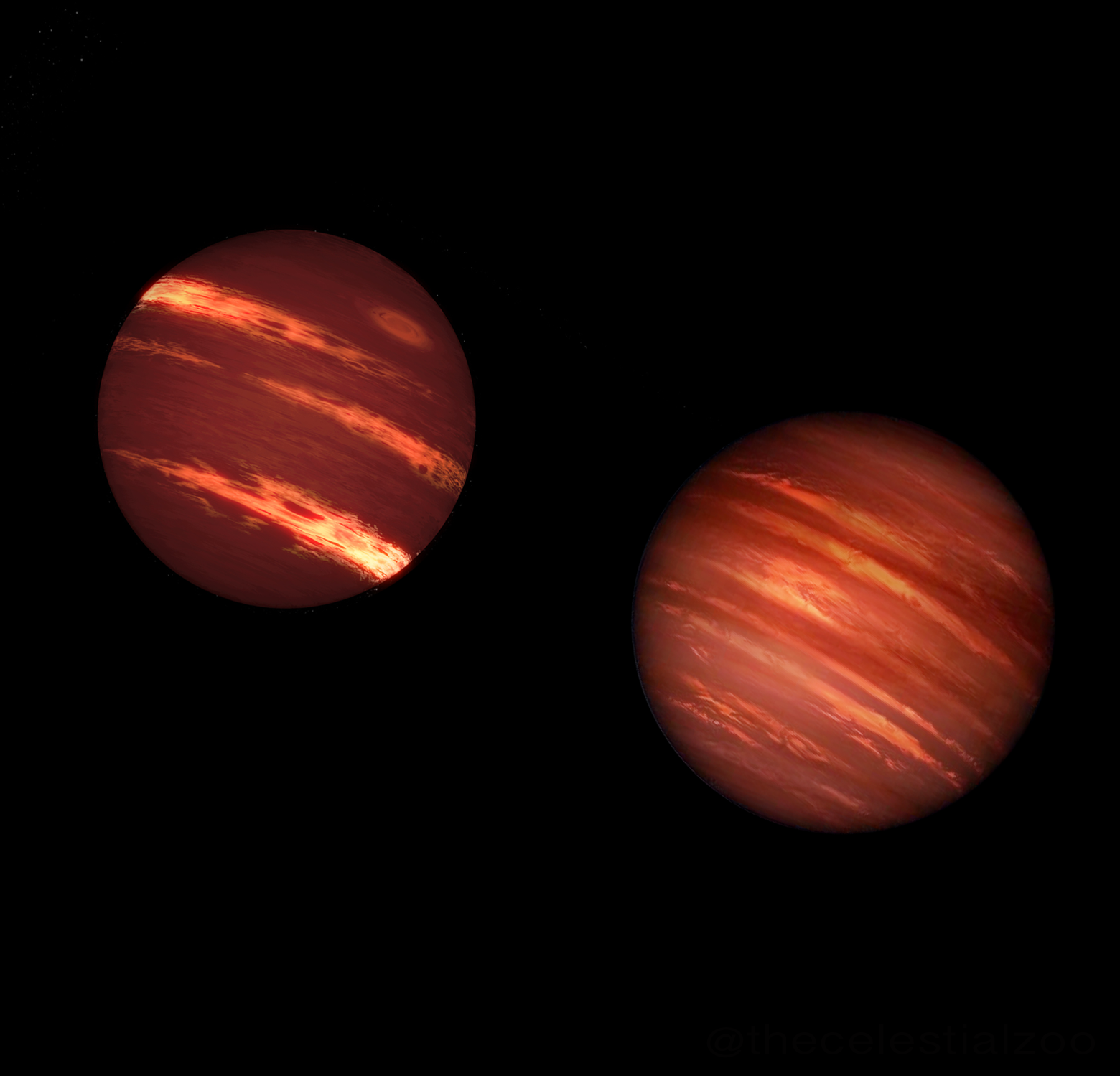
Naine brune binaire Luhman 16 AB.

À partir de données collectées par TESS, une équipe de recherche, Dániel Apai, Domenico Nardiello et Luigi R. Bedin, a constaté que la naine brune, entre étoile et géante gazeuse, s'apparente plus à Jupiter par ses vents à grande vitesse formant des rayures parallèles aux équateurs de Luhman 16 A et B.